# Sublineare Funktion

Beispiel einer sublinearen Funktion einer reellen Variablen

Eine sublineare Funktion oder sublineare Abbildung ist in der linearen Algebra eine reellwertige Funktion auf einem reellen oder komplexen Vektorraum, die positiv homogen und subadditiv ist. Sublineare Funktionen stellen damit eine gewisse Verallgemeinerung von linearen Funktionen dar, die als jeweils stärkere Anforderungen homogen und additiv sein müssen. Jede sublineare Funktion ist insbesondere konvex; umgekehrt ist jede positiv homogene und konvexe Funktion sublinear. Sublineare Funktionen spielen in der Funktionalanalysis im Satz von Hahn-Banach eine zentrale Rolle.

## Definition
Eine reellwertige Funktion {\displaystyle f\colon V\rightarrow \mathbb {R} } auf einem Vektorraum {\displaystyle V} über den reellen oder komplexen Zahlen heißt sublinear, wenn für alle positiven reellen Zahlen {\displaystyle \alpha >0} und für alle Vektoren {\displaystyle x,y\in V} die folgenden beiden Bedingungen erfüllt sind:
- {\displaystyle f(\alpha \cdot x)=\alpha \cdot f(x)}    (Positive Homogenität)
- {\displaystyle f(x+y)\leq f(x)+f(y)}    (Subadditivität)

Die hierbei geforderte Homogenität ist vom Grad eins. Die Einschränkung von {\displaystyle \alpha } auf die positiven reellen Zahlen in der Definition ist wichtig, denn subadditive und für alle reelle Zahlen homogene Funktionen sind bereits additiv und damit linear.

## Beispiele

Die euklidische Norm (hier in zwei reellen Dimensionen) ist eine sublineare Funktion

- Reellwertige lineare Funktionen sind sublinear; gleiches gilt auch für den Betrag reell- oder komplexwertiger linearer Funktionen.
- Normen und Halbnormen sind sublinear; ebenso Minkowski-Funktionale auf konvexen und absorbierenden Mengen.
- Für beschränkte komplexwertige Folgen ist der Limes superior der Realteile der Folgenglieder eine sublineare Abbildung.[1]

## Eigenschaften

### Nullstellen
Im Nullpunkt besitzt eine sublineare Funktion immer den Wert Null, was aus der positiven Homogenität durch Setzen von {\displaystyle x=0} über
{\displaystyle f(0)=f(\alpha \cdot 0)=\alpha \cdot f(0)~~\forall \alpha >0~\Rightarrow ~f(0)=0}
folgt. Daher kann die Forderung der positiven Homogenität auch auf die nichtnegativen reellen Zahlen {\displaystyle \alpha \geq 0} erweitert werden. Eine sublineare Funktion kann aber auch noch weitere Nullstellen haben; insbesondere ist die Nullfunktion {\displaystyle f\equiv 0} sublinear.

### Positivität und Negativität
Sublineare Funktionen können grundsätzlich negative Werte annehmen. Ist aber {\displaystyle f(x)<0} an einer Stelle {\displaystyle x\in V}, so muss aufgrund von
{\displaystyle 0=f(0)=f(x+(-x))\leq f(x)+f(-x)}
an der Stelle {\displaystyle -x} gelten, dass {\displaystyle f(-x)>0} ist. Eine sublineare Funktion nimmt also an mindestens so vielen Stellen positive Werte an, wie sie negative Werte annimmt.

### Konvexität
Jede sublineare Funktion ist konvex, was für reelle {\displaystyle 0\leq t\leq 1} aus der Subadditivität und der positiven Homogenität direkt über
{\displaystyle f(tx+(1-t)y)\leq f(tx)+f((1-t)y)=tf(x)+(1-t)f(y)}
folgt. Umgekehrt ist jede positiv homogene und konvexe Funktion subadditiv und damit sublinear, was durch Setzen von {\displaystyle t={\tfrac {1}{2}}} mittels
{\displaystyle f(x+y)=2f\left({\tfrac {1}{2}}x+{\tfrac {1}{2}}y\right)\leq 2\left(f\left({\tfrac {1}{2}}x\right)+f\left({\tfrac {1}{2}}y\right)\right)=f(x)+f(y)}
gezeigt werden kann. In der obigen Definition kann also die Subadditivität auch durch Konvexität ersetzt werden.

## Anwendung
Eine wichtige Anwendung von sublinearen Funktionen findet sich im Satz von Hahn-Banach. Demnach besitzt ein lineares Funktional auf einem Untervektorraum eines reellen Vektorraums, das von einer sublinearen Funktion beschränkt wird, eine lineare Fortsetzung auf dem Gesamtraum, die ebenfalls durch diese sublineare Funktion beschränkt wird. Als Konsequenz stellt der Satz von Hahn-Banach die Existenz von genügend vielen stetigen und linearen Funktionalen auf einem normierten Raum sicher und bildet somit eine zentrale Grundlage für die Funktionalanalysis.